# Klokan quokka
Klokan quokka (Setonix brachyurus) je malý zavalitý klokan s nápadně mohutnou hlavou a hustým kožichem. Jedná se o jediného zástupce rodu Setonix.

## Výskyt
Klokan quokka je endemitní druh jihozápadního pobřeží Austrálie, přičemž obývá i přidružené ostrovy Rottnest a Bald. Žije v mokrých i suchých sklerofylních porostech, v lesích a na vřesovištích. Je adaptován na pití slané mořské vody, tedy v některých oblastech přežije i bez pitné vody.

## Popis
Patří mezi nejmenší druhy klokanů, vyznačuje se širokou hlavou s malýma zakřivenýma ušima a silným ocasem, jenž bývá jen řídce osrstěn. Druh dosahuje velikosti pouze 40–54 cm, ocas měří 24,5–31 cm a hmotnost nepřekračuje 3,3 kg. Srst je delší, hustá a drsná, její zbarvení je hnědošedé, světlejší na břiše. Klokan se živí rostlinnou potravou, tj. trávami, listy, sukulentními rostlinami. K trávení využívá symbiotické bakterie v trávicím traktu, podobně jako přežvýkaví.

## Ohrožení
Klokan quokka je jedním z prvních klokanů, kterých si Evropané všimli. Již roku 1696 byl popsán námořníky holandského objevitele Willema de Vlamingha na ostrově Rottnest nedaleko západní Austrálie jako jakási krysa velikosti kočky domácí.
Do evropské kolonizace jihozápadní Austrálie, tj. zhruba do konce 20. let 19. století, byl klokan quokka v regionu hojným druhem, nicméně populace od té doby silně poklesly, především následkem introdukce predátorů, jako jsou lišky, jakož i následkem využívání půdy. Zbývající současné subpopulace jsou relativně malé a vzájemně izolované. Celková velikost populace činí asi 7 500–15 000 dospělců, z toho hojné množství klokanů stále přežívá v ostrovních oblastech. Přesná čísla lze nicméně jen těžko určit. Mezinárodní svaz ochrany přírody druh vede jako zranitelný.